# Procès de la Maison de la Chimie
Le procès de la Maison de la Chimie est un procès se tenant du 7 au 14 avril 1942 devant une cour martiale composée d'occupants allemands siégeant à la Maison de la Chimie à Paris. Il concerne vingt-sept résistants français des Bataillons de la jeunesse et de l'Organisation spéciale (OS).
Un vingt-huitième combattant, Conrad Miret i Musté alias Lucien, le dirigeant des Francs-tireurs et partisans - Main-d'œuvre immigrée (FTP-MOI), meurt sous les tortures des policiers des brigades spéciales avant l'ouverture du procès. Son corps est jeté dans une fosse commune du cimetière parisien de Bagneux.

## Déroulement du procès
Il s'agit d'un procès à grand spectacle comme le procès du palais Bourbon qui s'est déroulé un mois plus tôt et, de la même façon, il vise à discréditer les actions des résistants qui sont qualifiés de « terroristes ».
Le procès se tient dans la plus vaste salle de la Maison de la Chimie (no 8) où un grand drapeau (le Reichskriegsflagge) à croix gammée a été tendu derrière l'estrade. Il est théoriquement public, mais les chaises sont occupées majoritairement par des militaires en uniforme et les familles ne sont pas admises. La langue utilisée est l'allemand avec traduction de l'essentiel aux accusés.
Les accusés sont défendus par des avocats commis d'office qui n'ont eu aucun contact avec leurs clients ni avant ni pendant le procès. Neuf avocats assurent la défense de trois accusés chacun. Ils ne disposent que d'une dizaine de minutes pour leur plaidoirie.
Tous les accusés ont été torturés par la Geheime Feldpolizei (GFP) avant le procès. Ils peuvent même l'être durant le procès, comme il est arrivé à l'un de leurs camarades sorti de la salle par la GFP parce qu'il avait nié sa participation au groupe, et dont les hurlements ont renseigné sur le traitement qui lui était infligé. Menottés les mains derrière le dos jour et nuit pendant toute leur détention, ils n'ont les mains désentravées que durant les quelques minutes où ils sont interrogés.
L'acte d'accusation retient trente-cinq attentats ou tentatives d'attentats. Toutefois, les juges ignorent qu'ils ont dans les personnes de Marcel Bourdarias et Spartaco Guisco les coauteurs, avec Gilbert Brustlein, de l'exécution de Karl Hotz.
Le 10 avril, une équipe de cinéma, encadrée par les membres de la GFP, est venue filmer les débats.

## Accusés
Parmi les accusés, seize sont membres des Bataillons de la jeunesse :
- André Aubouet, 18 ans, apprenti imprimeur à l'imprimerie nationale[5],[6],
- Marcel Bertone, 21 ans, aide-comptable,
- Marcel Bourdarias, 18 ans, lycéen,
- Louis Coquillet, 20 ans, serrurier à la SNCF[7],[8],
- Camille Drouvot, 22 ans, électricien[9],[10],
- Jean Garreau, 29 ans, monteur PTT[11],[12],
- André Kirschen, 15 ans, collégien,
- Bernard Laurent, 20 ans, boulanger,
- Jean Quarré, 22 ans, imprimeur,
- Karl Schönhaar, 17 ans, étudiant,
- Raymond Tardif, 21 ans, fraiseur[13],[14],
- Pierre Tirot, 35 ans, ouvrier métallurgiste[15],[16],
- Maurice Touati, 21 ans, tourneur[17],[18],
- Pierre Tourette, 25 ans, employé de bureau[19],
- René Toyer, 20 ans, tailleur[20],
- Georges Tondelier, 21 ans, maroquinier[21].

Neuf sont membres de l'Organisation spéciale :
- Mario Buzzi, 35 ans, forgeron[22],
- Alfred Cougnon, 41 ans, mécanicien[23],
- Spartaco Guisco, 30 ans, formation de peintre en bâtiment,
- Yves Kermen, 31 ans, mécanicien,
- Léon Landsoght, 41 ans, mécanicien[24],
- Pierre Leblois, 56 ans, concierge[25],
- Louis Marchandise, 42 ans, régleur-mécanicien[26],
- Ricardo Rohregger, 46 ans, fondeur[27],
- Simone Schloss. 21 ans, couturière à domicile.

Les époux Marie-Thérèse et Paul Lefebvre, dans la boutique desquels des armes et des explosifs étaient cachés, sont aussi au banc des accusés.

## Condamnation
Le 16 avril, vingt-cinq des accusés sont condamnés à mort, un à cinq années de réclusion (Paul Lefebvre, qui sera un rescapé de la déportation) et le plus jeune (André Kirschen, quinze ans), à dix ans de réclusion.
Vingt-trois d'entre eux sont fusillés au fort du Mont-Valérien le 17 avril 1942.
Marie-Thérèse Lefebvre et Simone Schloss sont finalement graciées et leur peine commuée en déportation à vie. Simone Schloss sera pourtant décapitée à Cologne le 2 juillet 1942.

## Filmographie
- Fabrice Grenard, « Les images allemandes du procès de la maison de la Chimie en avril 1942 », avec les séquences filmées du procès de la Maison de la Chimie, diffusées dans Dimanche magazine du 29 avril 1984, archivées par l'INA, sur Lumni, 18 octobre 2018.